# グイティー・ノーヴィン

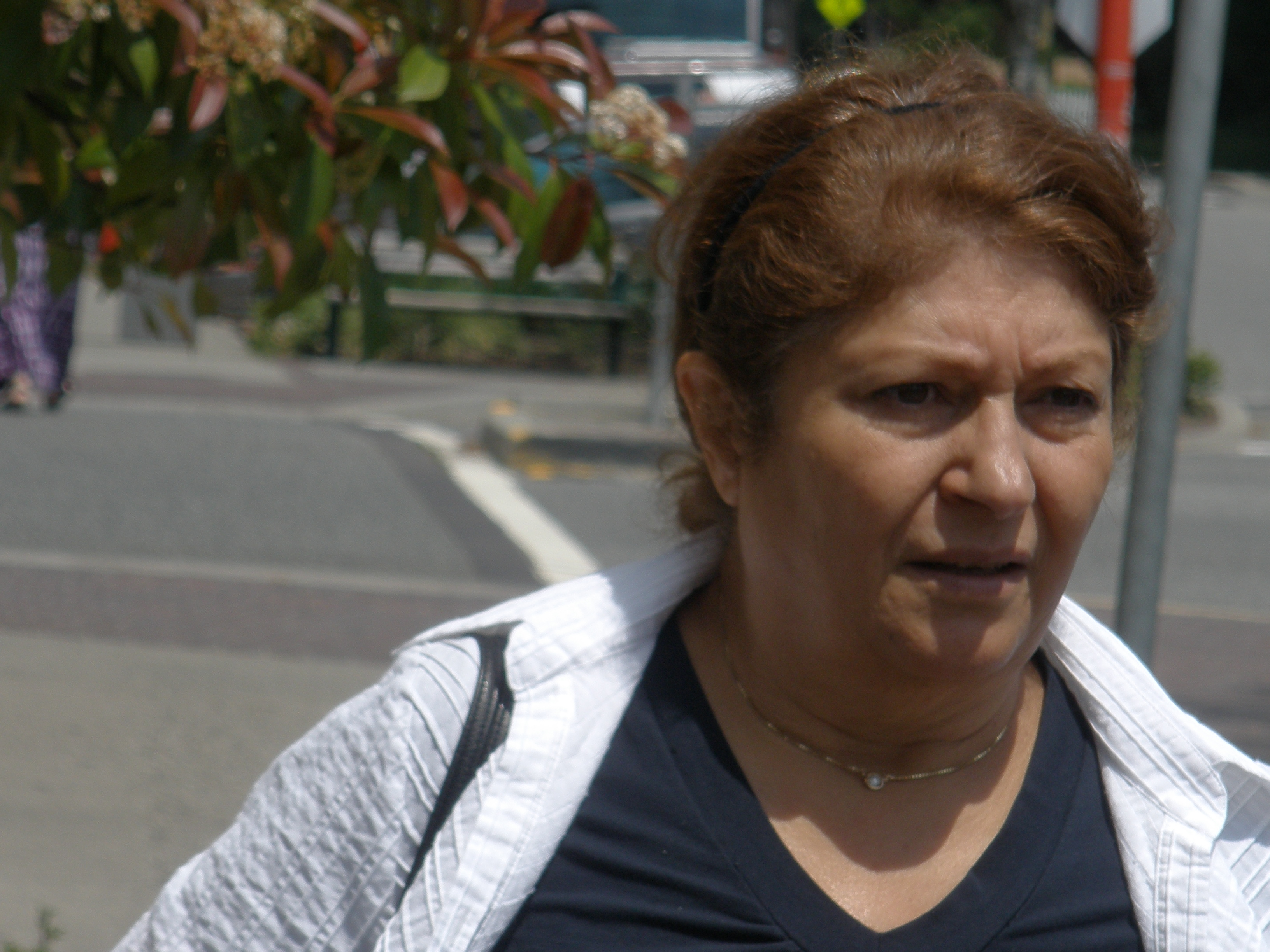
グイティー・ノーヴィン

グイティー・ノーヴィン（Guity Novin、1944年 - ）は、イラン生まれのカナダの画家。現在はブリティッシュコロンビア州バンクーバーに在住。トランスプレッシュニズム（Transpressionism）と呼ばれる芸術運動の創始者である。